# 芸香吟社
芸香吟社，亦稱香英吟社，為台灣日治時期的女性詩社，創立於1930年的中秋節，其事務所位於台南市高砂町二丁目。其社員皆為女性，由蔡碧吟擔任社長、石中英擔任理事，並選出韓錦雲、黃雪瓊、吳吟花、邱碧香等人出任重要幹部。《詩報》曾刊登由芸香詩社社員創作的擊缽吟，並以「南國萬綠一紅」盛讚之。該詩社曾參與台灣文化三百年紀念全島詩人大會，並積極將社員作品投稿至《詩報》及《三六九小報》以增加能見度。

## 成員
- 社長：蔡碧吟
- 理事：石中英
- 會計：邱碧香
- 庶務：黃菊人
- 幹事：黃雪瓊、黃卿軒、韓錦雲、吳吟花
- 社員：林氏好、蔡鶴兒、許靜月、張美化、許湘雲、林阿端、陳寶珠、陳鄭市、曾錦鶯、盧金緞